# Šibeniki csata
A šibeniki csata (horvátul: Bitka za Šibenik) a horvátországi háború idején zajlott katonai összecsapás volt a Jugoszláv Néphadsereg (Jugoslovenska Narodna Armija vagy JNA), amelyet a horvátországi Krajinai Szerb Autonóm Terület (SAO Krajina) erői is támogattak, valamint a horvát rendőrség által támogatott Horvát Nemzeti Gárda (Zbor Narodne Garde – ZNG) között. A csatát a horvátországi Šibenik városától északra és nyugatra vívták 1991. szeptember 16. és 22. között. A JNA kezdeti parancsa az volt, hogy Šibenik JNA laktanyáit mentse fel a horvát ostrom alól, és szigetelje el Dalmáciát Horvátország többi részétől. A JNA előrenyomulását a jugoszláv légierő és a jugoszláv haditengerészet is támogatta.
A harc egy horvát ellentámadást követően, amely visszaszorította a JNA-t Šibenik külvárosából, abbamaradt. A csata következtében, különösen Drniš város környékén, Šibeniktől északkeletre a JNA teret veszített. A ZNG több JNA és jugoszláv haditengerészeti létesítményt, köztük több tucat hadihajót és több partmenti tüzérségi üteget elfoglalt a városban. Az elfoglalt ütegeket a város védelmének támogatására használták fel. A horvát tisztviselők és a JNA közötti megállapodást követően a JNA šibeniki helyőrségét evakuálták.
A szeptember–októberi harcokban három horvát katona és hét civil halt meg, valamint több mint száz pedig megsebesült. A JNA tüzérsége bombázta Šibeniket, és számos építményben, köztük a Szent Jakab-székesegyházban, amely az UNESCO Világörökség része, kárt okozott. A New York Times úgy ítélte meg, hogy a bombázás a horvátországi örökség elleni tervezett támadások része. A város tüzérségi támadása a következő 100 napon keresztül folytatódott.

## Előzmények
1990-ben, a horvát szocialisták választási vereségét követően az etnikai feszültségek tovább fokozódtak. A Jugoszláv Néphadsereg (Jugoslovenska Narodna Armija – JNA) elkobozta Horvátország területvédelmi fegyvereit (Teritorijalna obrana – TO), hogy minimalizálja a lehetséges ellenállást. 1990. augusztus 17-én a fokozódó feszültség a horvátországi szerbek nyílt lázadásává fajult.A lázadás Dalmácia hátországának Knin körüli, túlnyomórészt szerbek lakta területein, valamint a Lika, Kordun, Banovina régiók és Kelet-Horvátország egyes részein zajlott. 1991 januárjában Szerbia Montenegró, valamint a szerbiai Vajdaság és Koszovó tartományok támogatásával kétszer is sikertelenül próbálkozott, hogy megszerezze a jugoszláv elnökség jóváhagyását a JNA bevetéséhez a horvát biztonsági erők leszerelésére.
A szerb felkelők és a horvát különleges rendőrség között márciusban vívott vértelen összecsapás után maga a JNA, Szerbia és szövetségesei támogatásával, kérte a szövetségi elnökséget, hogy adjon neki háborús jogosítványokat és hirdessen ki rendkívüli állapotot. A kérelmet 1991. március 15-én elutasították, és a JNA Slobodan Milošević szerb elnök irányítása alá került 1991 nyarán, amikor a jugoszláv szövetség szétesésnek indult. A hónap végére a konfliktus eszkalálódott, ami a háború első halálos áldozataihoz vezetett. A JNA ezután közbelépett, hogy támogassa a felkelőket, és megakadályozza a horvát rendőrség beavatkozását. Április elején a horvátországi szerb lázadás vezetői bejelentették, hogy az ellenőrzésük alatt álló területeket integrálják Szerbiával. Horvátország kormánya ezt az elszakadás aktusának tekintette.
1991 márciusára a konfliktus Horvátország függetlenségi háborújává fajult, majd 1991 júniusában, Jugoszlávia felbomlásával Horvátország kikiáltotta függetlenségét. A függetlenségi nyilatkozat három hónapos moratóriumot követően október 8-án lépett hatályba. A december 19-én a Krajinai Szerb Köztársaságra (RSK) átkeresztelt SAO Krajina ezután etnikai tisztogató akciókat indított a horvát civil lakosság ellen.
A fokozódó feszültségek szabályozását nehezítette az SAO Krajina növekvő támogatása, amelyet a Jugoszláv Néphadsereg (JNA) nyújtott. A horvát rendőrség képtelen volt megbirkózni a helyzettel, ami 1991 májusában a Horvát Nemzeti Gárda (ZNG) létrehozásához vezetett. Miközben a horvátországi katonai konfliktus tovább eszkalálódott a ZNG katonai erővé fejlesztését megnehezítette az ENSZ szeptemberben bevezetett fegyverembargója. Augusztus 26-án megkezdődött a konfliktus addigi legnagyobb fegyveres összecsapása, a vukovári csata.
1991 elején Horvátországnak nem volt reguláris hadserege, ezért védelmének megerősítése érdekében megduplázta rendőri erői létszámát, mely így 20 000 főre nőtt. A haderő leghatékonyabb részét a tizenkét zászlóaljba szervezett, a katonai egységek szerepét átvevő, 3000 fős különleges rendőrség jelentette. Emellett 16 zászlóaljba és 10 századba területi alapon szervezett 9-10 000 tartalékos rendőr is rendelkezésre állt. A tartalékos erőnek nem volt fegyvere. A helyzet romlására reagálva a horvát kormány a különleges rendőrzászlóaljakat négy, összesen mintegy 8000 fős, a Honvédelmi Minisztérium alárendeltségében álló gárdadandárba összevonva májusban létrehozta a Horvát Nemzeti Gárdát (Zbor narodne garde - ZNG), amelynek élén Martin Špegelj nyugalmazott JNA tábornok állt. Az addigra 40 000 fősre bővült regionális rendőrséget is a ZNG-hez csatolták, és 19 dandárba és 14 önálló zászlóaljba szervezték át. A gárdadandárok voltak a ZNG egyetlen olyan egységei, amelyek kézifegyverekkel teljesen fel voltak fegyverkezve. viszont az egész ZNG-ben hiányoztak a nehézfegyverek, és nem volt parancsnoki és irányító struktúra. A nehézfegyverek hiánya olyan súlyos volt, hogy a ZNG a múzeumokból és filmstúdiókból származó második világháborús fegyvereket próbálta rendszerbe állítani. Akkoriban a horvát fegyverkészlet 30 ezer külföldön vásárolt kézi lőfegyverből és 15 ezer, korábban a rendőrség tulajdonában lévő fegyverből állt. Ekkor a gárdadandárokba vezényelt állomány pótlására egy új, 10 000 fős különleges rendőri egységet hoztak létre.

## Megelőző események
Észak-Dalmáciában június végén és egész júliusban naponta voltak fegyveres összecsapások, de tényleges háború nem zajlott. Mindazonáltal a konfliktus fokozódó intenzitása a régióban és máshol Horvátországban oda vezetett, hogy Zárában a város tisztviselői óvóhelyeket készíttettek. A Krajinai Szerb Autonóm Terület (SAO Krajina) hatóságai, egy nappal azután, hogy egy horvát rendőrjárőrt Zára térségében lelőttek, Zára hátországában július 11-én három területvédelmi egységet mozgósítottak, míg a JNA 9. (Knini) hadteste, hogy a hónap végéig megerősítse sorait, Benkovacra hívta be a helyi szerb lakosságot. Július végén egy Miro Barešić vezette félkatonai csoport, amely formálisan a horvát védelmi minisztériumnak volt alárendelve, Benkovac térségében számos szabotázst hajtott végre. Augusztus 1-jén Horvátország a ZNG 4. gárdadandár két zászlóalját vezényelte az Obrovac melletti Kruševoba. Ezek két nappal később harcba szálltak az SAO Krajina területvédelmi és a rendőri erői ellen, ami a horvát függetlenségi háború első ilyen fellépését jelentette a régióban. Augusztus 26-án a JNA 9. hadteste nyíltan az SAO Krajina csapatai mellé állt, amikor közösen megtámadták Kijevót, kiűzve a faluból az összes horvátot. Horvátország másik jelentős kudarca a régióban szeptember 11-én a Maslenica híd JNA általi elfoglalása volt. Ez megszakította az utolsó szárazföldi összeköttetést Dalmácia és Horvátország többi része között. Szeptember 11–13-án Skradin térségében egy támadás megszakította Šibenik víz- és áramellátását.
Megkezdve a laktanyacsatát szeptember 14-én a ZNG és a horvát rendőrség blokád alá vette és megszakította a közműveket a JNA laktanyákban az összes, horvát ellenőrzés alatt álló területen. A lépés blokád alá vont 33 nagy horvátországi JNA helyőrséget és számos kisebb létesítményt, köztük határállomásokat, fegyver- és lőszerraktárakat. A blokád arra kényszerítette a JNA-t, hogy módosítsa tervezett horvátországi hadjáratát, és hogy alkalmazkodjon az új fejleményhez. Ugyanezen a napon a horvát erők a Žirje-szigeten, miután Željko Baltić JNA főtörzsőrmester, ütegparancsnok átállt a horvátokhoz, elfoglaltak egy parti tüzérségi üteget. Az üteg tizenkét Ansaldo 90/53 ágyúból állt, amelyek egykor a Vittorio Veneto olasz csatahajó fegyverzetének részét képezték.

## A szembenálló erők
A JNA tervezett hadjárata magában foglalta a 9. (Knini) hadtest előrenyomulását Šibenik térségében, amelynek feladata Dalmácia elszigetelése volt Horvátország többi részétől. Miután megtörtént a teljes mozgósítás és az előkészületek a bevetésre, a hadtest szeptember 16-án megkezdte a hadműveleteket a ZNG ellen. Fő támadási iránya Vodice felé irányult, Zára, Drniš és Sinj felé a főirányt támogató előrenyomulásokkal. A csapásirányt úgy tervezték, hogy kedvező körülményeket teremtsen Zára, Šibenik és Split megtámadására. A támadás fő tengelyét a JNA 221. gépesített dandárja (elvezényelt T-34-es harckocsikból álló zászlóalja nélkül) képezte, egy hadtestszintű M-84-es harckocsikból álló zászlóalj és a SAO Krajina területvédelmi erői támogatásával. A jobb szárnyon, a másodlagos irányú előrenyomulást Biograd na Moru felé a 180. gépesített dandár hajtotta végre, amelyet a 221. dandárból idevezényelt páncélos zászlóalj, az 557. vegyes páncéltörő tüzérezred és az SAO Krajina területvédelmi erői támogattak. A támadó erőkhöz további támogatást nyújtott a 9. vegyes tüzérezred és a 9. katonai rendőrzászlóalj. A 221. dandár parancsnoka Borislav Đukić ezredes volt. A 24. (Kragujevaci) hadtesthez tartozó 46. partizánhadosztály elemei szintén támogatást nyújtottak a hadtestnek. A šibeniki laktanyában lévő JNA helyőrséghez tartozott a 11. tengerészgyalogos dandár, egy azon maroknyi egységek közül, amelyeket állandó teljes harckészültségben tartottak fenn.
A JNA-val szemben Šibenik városát a Josip Juras vezette šibeniki válságközpont általános ellenőrzése alatt a ZNG 113. gyalogdandár, a Milivoj Petković parancsnoksága alatt rendőri erőkkel együtt védte. A 113. gyalogdandár 4. zászlóalja Josip Jukica  parancsnoksága mellett, valamint a 4. gárdadandár 4. zászlóalja, amelyet Ivan Zelić irányított, egy rendőrszázad támogatásával védte a Šibeniktől 25 kilométerre északkeletre fekvő Drniš környékét. A térségben a legerősebb ZNG egységet a 4. gárdadandár 600 fős 4. zászlóalja képviselte, míg a JNA horvát források becslése szerint Drniš ellen körülbelül 1500 katonát vetett be. Szeptember 20-án a Drniš térségében tartózkodó összes horvát katonai egység Luka Vujićnak volt alárendelve. A Krka folyó nyugati partját és a Vodicébe vezető utakat a 113. gyalogdandár 3. zászlóalja ellenőrizte. Míg a zászlóalj egy részének felfegyverzésére elegendő kézi lőfegyver állt rendelkezésre, a zászlóaljnak egyáltalán nem volt nehézfegyvere.

## A csata lefolyása
Az offenzíva szeptember 16-án 16:00-kor (helyi idő szerint) kezdődött. A bal szárnyon a JNA Drniš felé nyomult előre, elfoglalva Maljkovo és Kričke falvakat, és elzárva a Krka folyótól keletre fekvő Drniš–Split főutat. A szemközti folyóparton a várost nyugat felől fenyegetve a JNA egységei Vodice és Šibenik felé haladtak előre, elérve az Adriai autópályán levő 390 méteres Šibenik híd nyugati oldalát. Az előrenyomulás olyan gyors volt, hogy elvágta a ZNG 113. gyalogdandár 3. zászlóaljának 1. századát a ZNG haderő többi részétől. Aznap a ZNG Zečevo falu közelében elfoglalt egy 100 milliméteres parti tüzérségi üteget. Szeptember 17-ig a JNA 9. hadtest parancsnoka, Vladimir Vuković vezérőrnagy a ZNG és a horvát rendőrség erős ellenállása miatt módosította a kezdeti haditervet. A JNA erők Vodicétől északra a lakott területekre és a terep adottságaira támaszkodva nyomultak előre. A változtatások magukban foglalták az erő egy részének átirányítását Drniš és Sinj közvetlen megtámadására, míg a támadóerő többi része pihent. A támadást támogatva jugoszláv haditengerészet blokádba kezdett Šibenik és a horvátországi Adria teljes partvidéke mentén.
Szeptember 17-ről 18-ra virradó éjszaka a JNA parancsot kapott, hogy ejtse csapdába és megsemmisítse a ZNG haderőt Drnišben és a Miljevci-fennsík térségében, miközben másutt elért pozícióit is tartsa meg. Reggel a támadás jobb oldalán a JNA folytatta offenzíváját Vodice felé, míg a ZNG elhagyta Drništ, és visszahúzódott Unešić faluba. Szeptember 19-én Smokvica-szigeten a ZNG elfoglalt egy 88 milliméteres parti tüzérségi üteget és elfoglalta a Rogoznica melletti „Krušćica” laktanyát. Az elfoglalt laktanyából előkerült fegyverek, valamint a JNA Gospićban található létesítményeinek elfoglalását követően a Gospićtól kapott szállítmány a lefoglalt tüzérségi eszközökkel együtt jelentősen javította a ZNG harci képességeit. Miután a ZNG Unešićben, Pakovo Selóban és Žitnićtől délre három sikeres ellentámadást indított, aznap gyakorlatilag leállította JNA Drništől délre történő előrenyomulását.
Szeptember 20-án a JNA parancsait ismét megváltoztatták, ekkor a JNA 9. hadtest korábban kapott parancsait felváltotta Mile Kandić altengernagy haditengerészeti körzetparancsnok parancsa, amely szerint a hadtest irányítsa át a JNA haderőt Vodicétől északra Šibenik és Split felé. Ehhez át kellett menni a Krka folyón átívelő Šibenik hídon. A keleti előrenyomulás azonban, melyet a jugoszláv légierő szoros légi támogatásával kellett végrehajtani meghiúsult, és a légierőnek négy repülőgépébe került, amelyeket a ZNG lelőtt. Szeptember 22-én egy horvát ellentámadás, amelyet a nem sokkal korábban szerzett tüzérség is támogatott, 10:00-ra visszaszorította a JNA-t a hídról, és a ZNG által ellenőrzött hídfőt a 9 kilométerre északnyugatra fekvő Gaćelezi területére terjesztette ki, A žirjei üteg négy lövegét az ellentámadás támogatására páncéltörő lövegként használták.
Szeptember 22-én a horvát csapatok elfoglalták a JNA Šibenikben található „Kuline” laktanyáját az ott állomásozó 15 jugoszláv hadihajóval együtt. Ezenkívül a „Velimir Škorpik” hajógyárban 19 hajót foglaltak le, amelyek a nagyjavítás különböző szakaszaiban álltak. A jugoszláv haditengerészet eszközeinek körülbelül egynegyedét kitevő hajók a következők voltak: Vlado Ćetković (RTOP-402) Končar-osztályú gyorstámadó hajó (később Šibenik (RTOP-21) néven), Velimir Škorpik (RČ-310) Osa osztályú rakétahajó, Partizan II (TČ-222) Shershen osztályú torpedóvető, valamint Biokovo (PČ-171), Cer (PČ-180) és Durmitor (PČ-181) Mirna osztályú járőrhajók.
Szeptember 23-án a JNA teljes körűen megszállta Drništ és környékét. Ezzel egy időben a Šibeniktől távolabb zajló zárai csatára helyezte a hangsúlyt. A jugoszláv tengeri blokádot még aznap egyoldalúan feloldották. Annak ellenére, hogy a városban a ZNG számos JNA-létesítményt elfoglalt, még számos jelentős JNA-állás maradt Šibenikben. Ezek közé tartozott a 11. tengerészgyalogos dandárnak otthont adó „Rade Končar” laktanya, az „Ante Jonić” laktanya, a „Minerska” raktár, ahol tengeri aknákat tároltak, a „Jamnjak” raktár és a „Ražine” tüzérségi üteg, amely az elkobzott horvát területvédelmi fegyvereket tárolta, és a „Duboka” üzemanyagtároló. A „Duboka” három darab 1 410 000 literes tárolótartályból állt.

## Következmények
A JNA a šibeniki csatában, amelyet később „szeptemberi háborúnak” (Rujanski rat) neveztek el vereséget szenvedett. A csatában elszenvedett teljes veszteségeiről nem számoltak be. A ZNG és a horvát rendőrség három halottat és 49 sebesült katonát vesztett a csatában. Ugyanebben az időben hét civil is meghalt és 64-en sebesültek meg. A JNA tüzérsége a következő 100 napon keresztül folytatta Šibenik szakaszos bombázását, ami további áldozatokat és károkat okozott. A megrongálódott építmények közé tartozik az UNESCO Világörökség részét képező Szent Jakab-katedrális. A The New York Times egyik vezércikke a katedrális bombázását a Horvátország kincsei elleni „kitervelt támadások” részének nevezte. A harcok során Bilice és Konjsko elektromos alállomásai megsemmisültek, ami megzavarta az áramelosztást Dalmáciában.
A JNA létesítményeinek kiürítéséről és a Šibenik–Split térségben tárolt elkobzott területvédelmi fegyverek átadásáról november 21-én állapodtak meg. A folyamat során a feszültség nagy maradt. A JNA „Operacija Obala-91” és „Operacija Orkan-91” kódnéven készenléti terveket készített, hogy áttörjön Kninből Šibenikbe és Splitbe, hogy enyhítsen az ottani JNA erők ostromán. Végül december 10-ig a JNA összes šibeniki létesítményét, valamint az elkobzott területvédelmi fegyvereket átadták a horvát hatóságoknak.
A csatáról minden szeptemberben megemlékeznek Šibenikben. A csatáról két dokumentumfilm is készült: Az egyik a Matea Šarić rendezésében készült „I moj će grad biti sretan” (Az én városom is boldog lesz) és a „Rujanski rat 1991. Šibenik–Vodice” (Az 1991 szeptemberi háború, Šibenik–Vodice) Šime Strikoman rendezésében.

## Fordítás
Ez a szócikk részben vagy egészben  a   Battle of Šibenik című angol Wikipédia-szócikk ezen változatának fordításán alapul.  Az eredeti cikk szerkesztőit annak laptörténete sorolja fel. Ez a jelzés csupán a megfogalmazás eredetét és a szerzői jogokat jelzi, nem szolgál a cikkben szereplő információk forrásmegjelöléseként.